# Pierre Houin
Pour les articles homonymes, voir Houin.
Pierre Houin, né le 15 avril 1994 à Toul, est un rameur français, comptant notamment deux titres européens, trois titres mondiaux et un titre olympique.

## Biographie
Pierre Houin s’est inscrit à l’Union Sportive de Toul à l’âge de 11 ans. À 17 ans, il participe aux championnats du monde d’aviron. Il s’entraîne également au Pôle France de Nancy parallèlement à des études universitaires. Il obtient en 2013 la médaille d’argent U23 en double poids léger,.
Après une médaille de bronze en 2014, toujours en U23, c’est en 2015 la consécration avec l’or aux championnats d’Europe et du monde. Il est nommé rameur français de l'année 2015 par la Fédération française d'aviron. Médaille d'or aux régates de Lucerne en Suisse associé à Jérémie Azou en deux de couple poids légers, il se qualifie pour les Jeux olympiques de Rio 2016 et devient titulaire à la place de Stany Delayre dans cette embarcation. Cette association remporte le titre olympique le 12 août.

## Palmarès

### Jeux olympiques
| Épreuve / Édition           | Épreuve / Édition           | Rio 2016 |
| --------------------------- | --------------------------- | -------- |
| Deux de couple poids légers | Deux de couple poids légers | 1er      |

### Championnats du monde
| Épreuve / Édition             | Épreuve / Édition             | Plovdiv 2012 | Aiguebelette 2015 | Sarasota 2017 |
| ----------------------------- | ----------------------------- | ------------ | ----------------- | ------------- |
| Deux de couple poids légers   | Deux de couple poids légers   | 7e           | -                 | 1re           |
| Quatre de couple poids légers | Quatre de couple poids légers | -            | 1re               | -             |

### Championnats d'Europe
| Épreuve / Édition           | Épreuve / Édition           | Poznan 2015 | Račice 2017 |
| --------------------------- | --------------------------- | ----------- | ----------- |
| skiff poids légers          | skiff poids légers          | 1re         | -           |
| Deux de couple poids légers | Deux de couple poids légers | -           | 1re         |

### Championnat du monde U23 d'Aviron
| Épreuve / Édition           | Épreuve / Édition           | Linz 2013 | Varèse 2014 | Plovdiv 2015 |
| --------------------------- | --------------------------- | --------- | ----------- | ------------ |
| Deux de couple poids légers | Deux de couple poids légers | 2e        | 3e          | -            |
| skiff poids légers          | skiff poids légers          | -         | -           | 1re          |

### Championnats du monde juniors
| Épreuve / Édition | Épreuve / Édition | Eton 2011 |
| ----------------- | ----------------- | --------- |
| Quatre de couple  | Quatre de couple  | 18e       |

## Distinctions
- Chevalier de la Légion d'honneur le 1er décembre 2016[9]

## Galerie

Championnat du monde Aiguebelette 2015
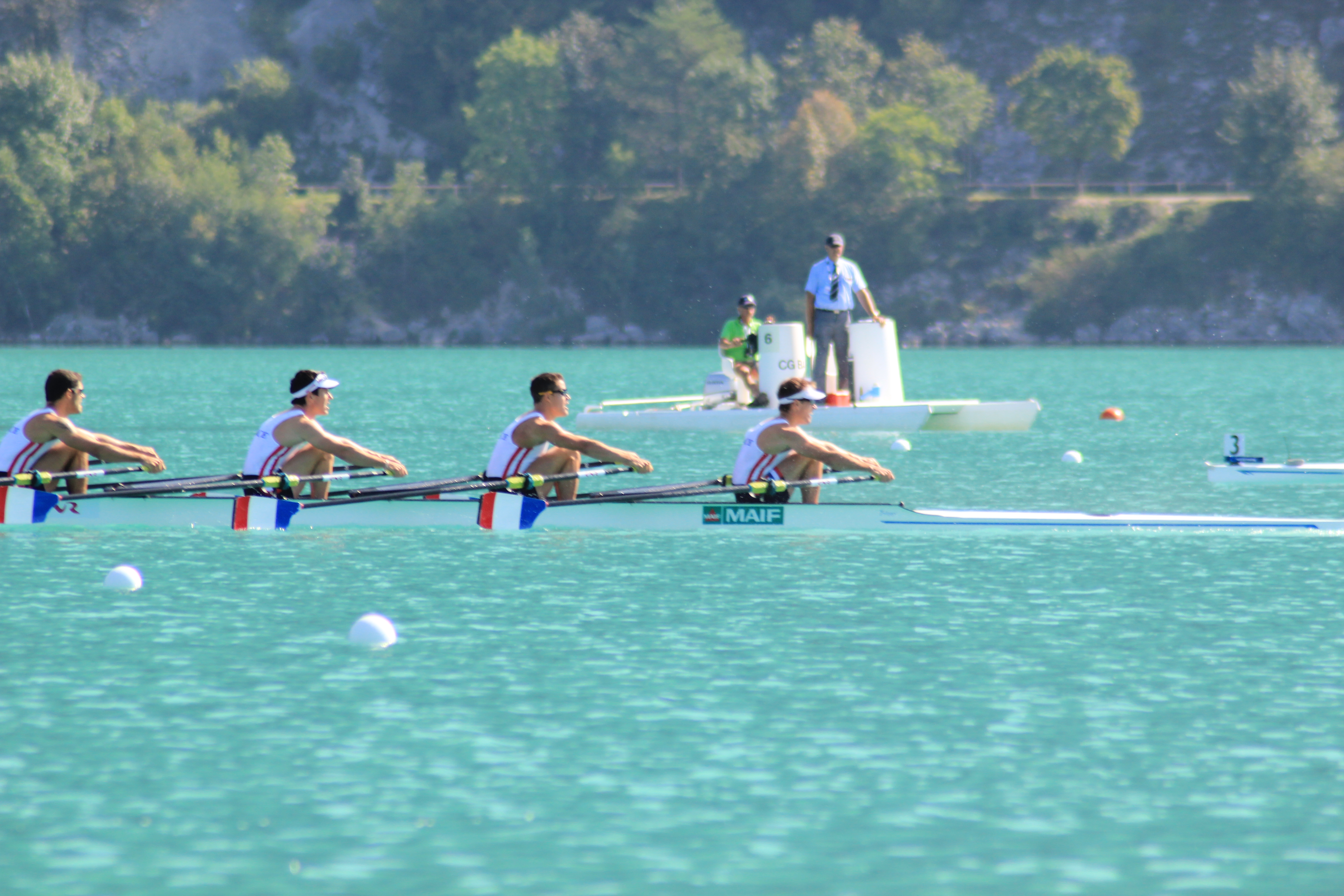
L'équipe en série 1
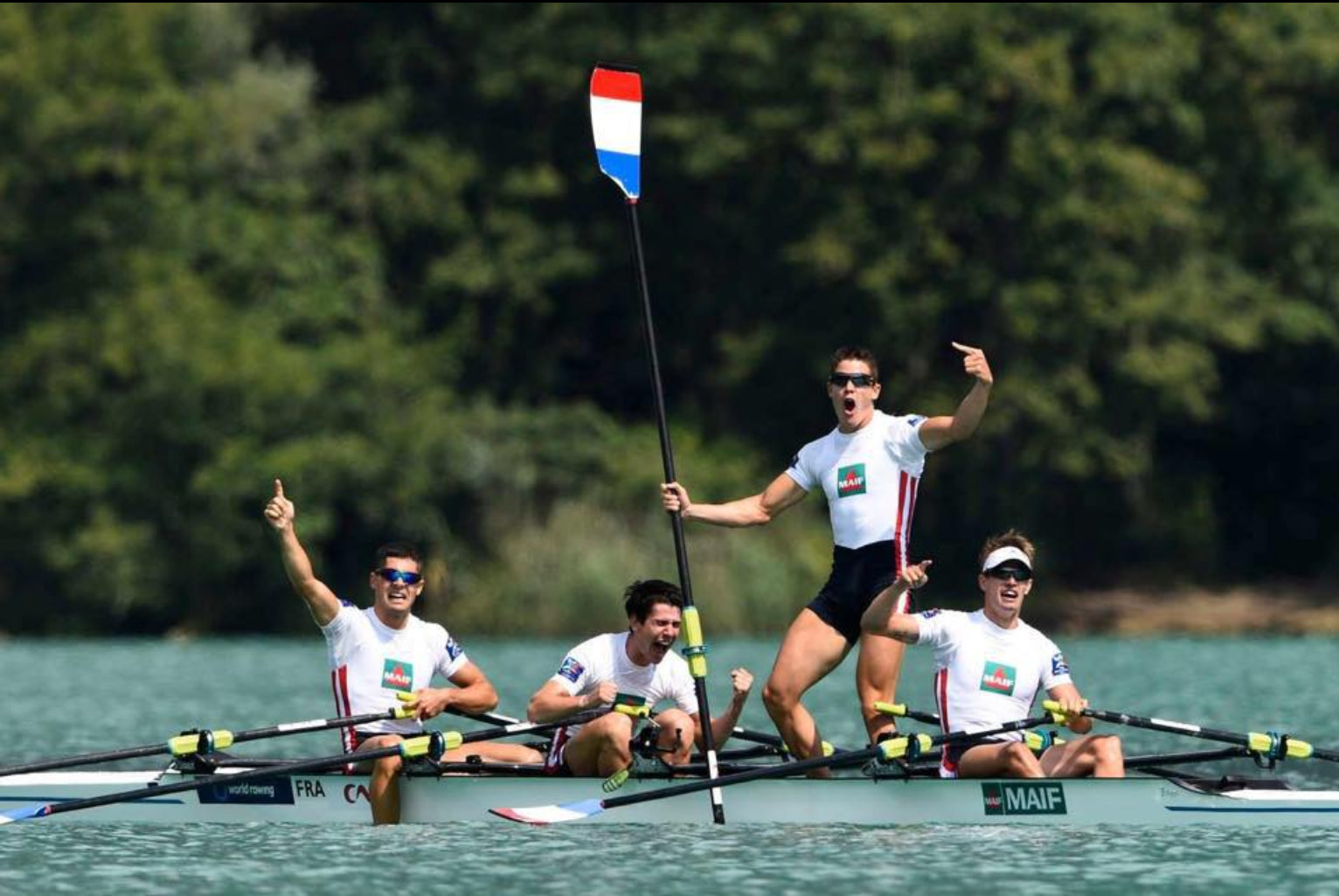
Victoire de l'équipe Quatre de couple Demontfaucon-Piqueras-Houin-Maunoir

Championnat de France Skiff Poids légers 2016 Cazaubon
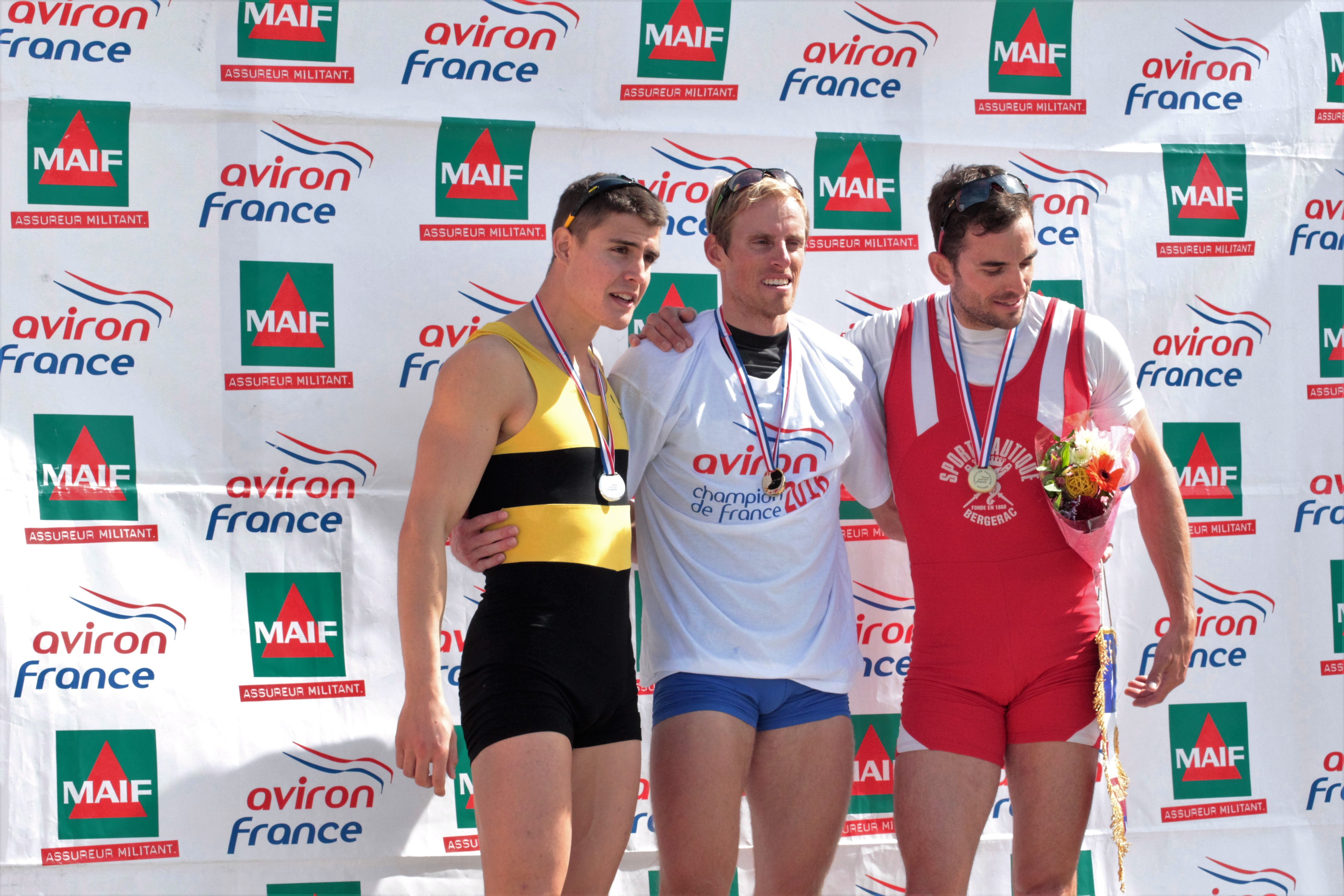
Podium Azou Houin Delayre
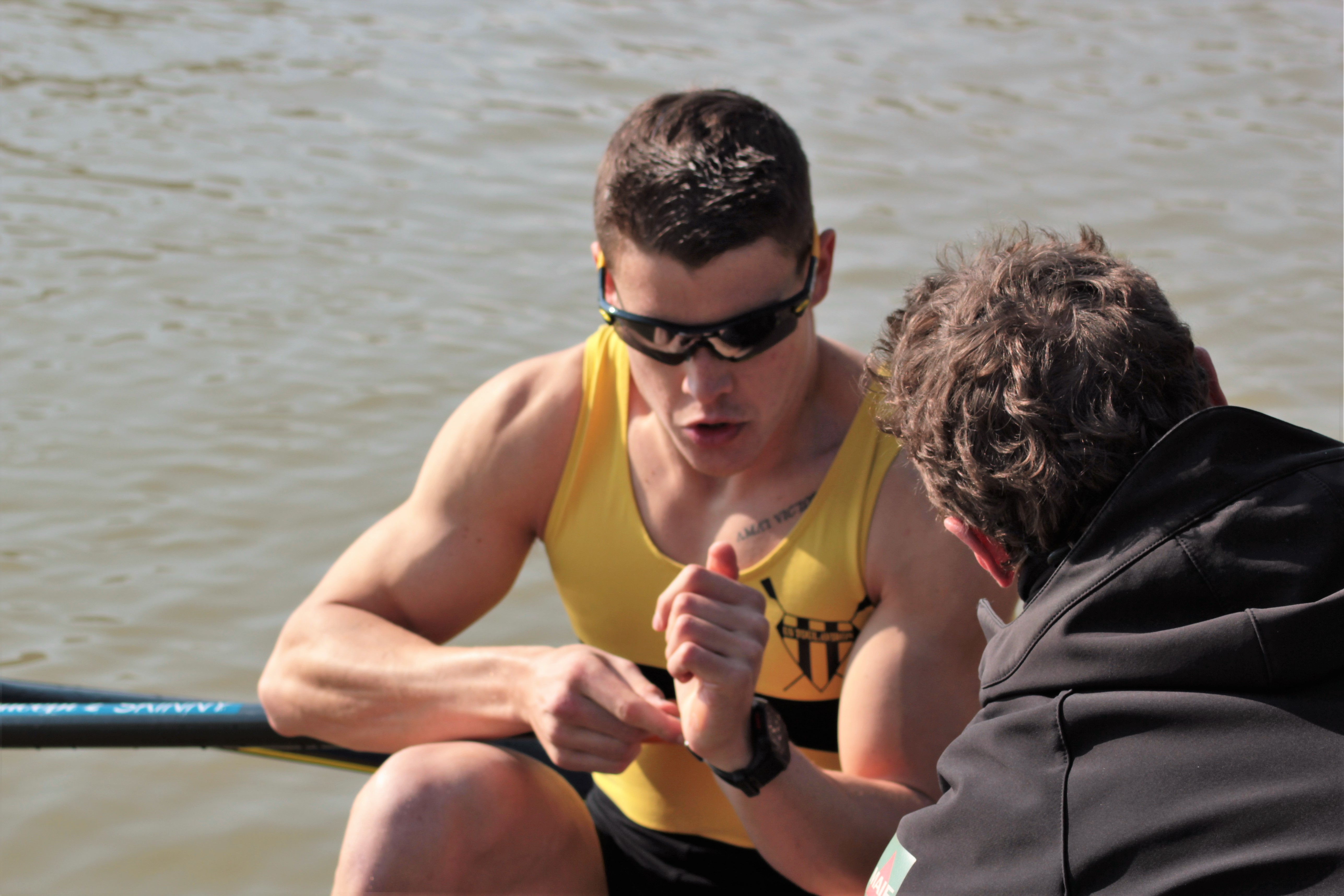
Pierre Houin et son entraineur Maxime Guilhem